# Monte Yasur
O Monte Yasur é um vulcão ativo na ilha de Tanna, em Vanuatu. Tem 361 metros de altitude e a sua última erupção deu-se em 2012.
Foi o brilho do vulcão que aparentemente atraiu o explorador James Cook para a ilha em sua primeira viagem europeia no ano de 1774.

## Galeria

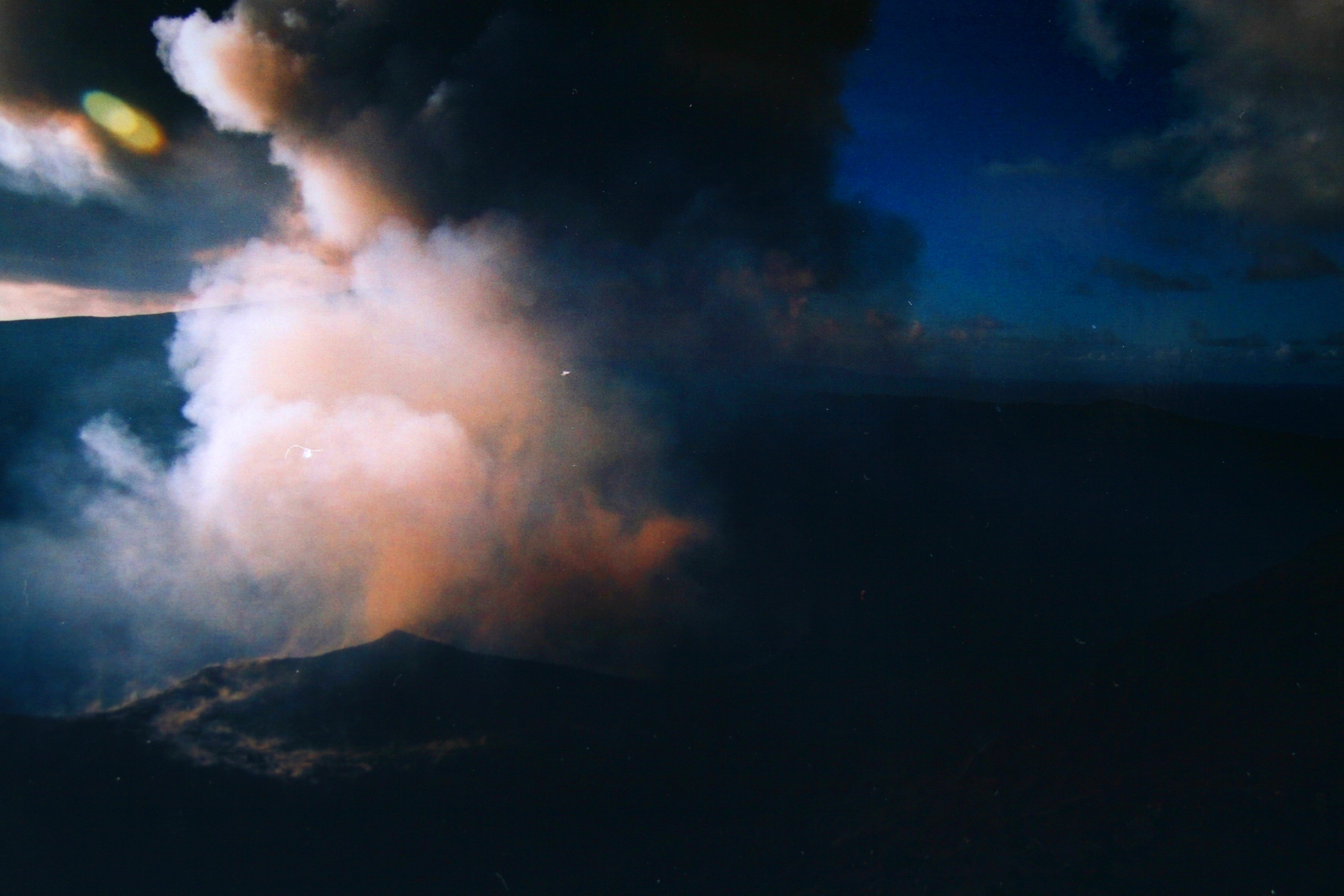
O monte Yasur numa erupção vulcânica
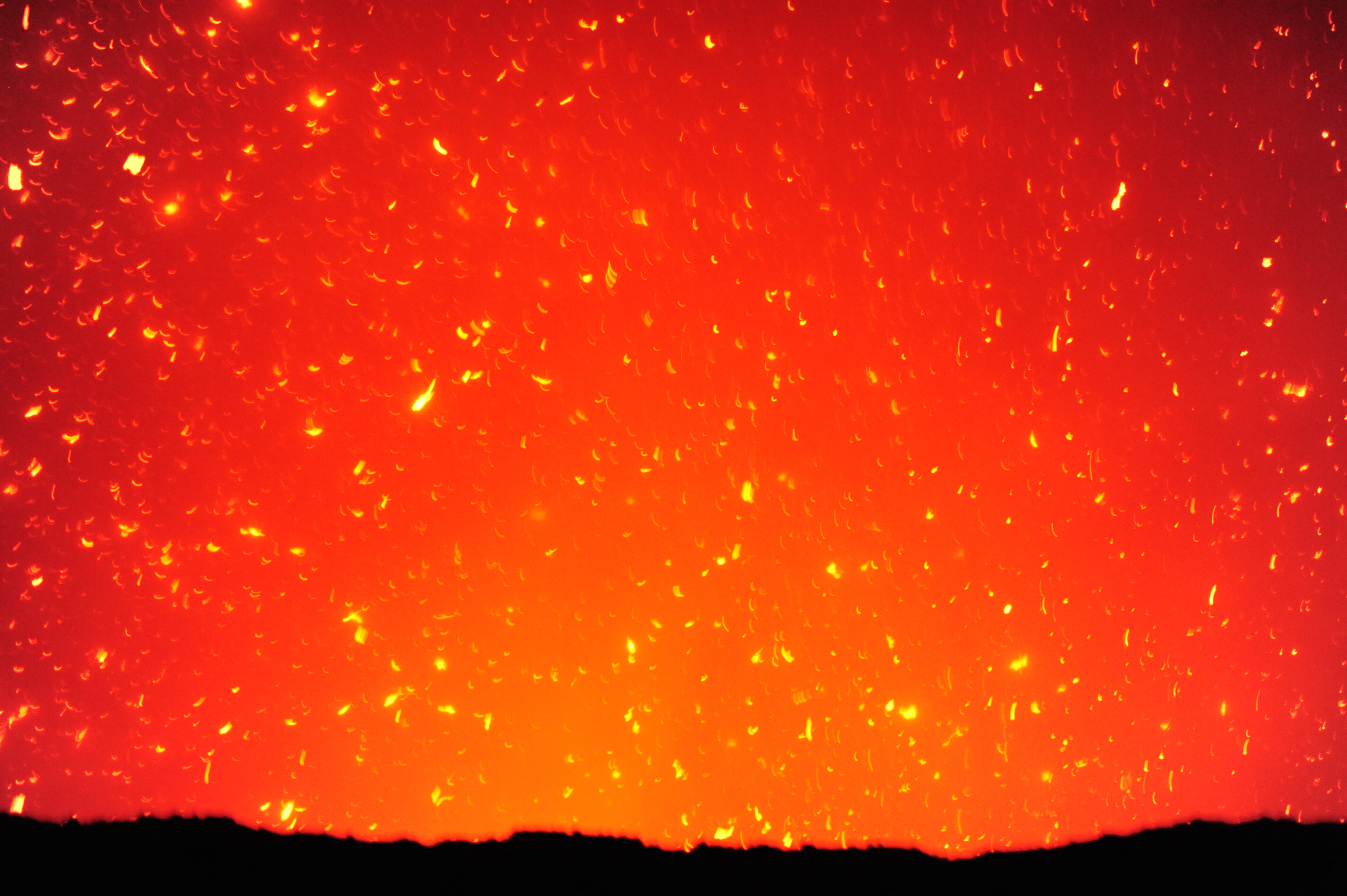
Outra erupção vulcânica durante a noite
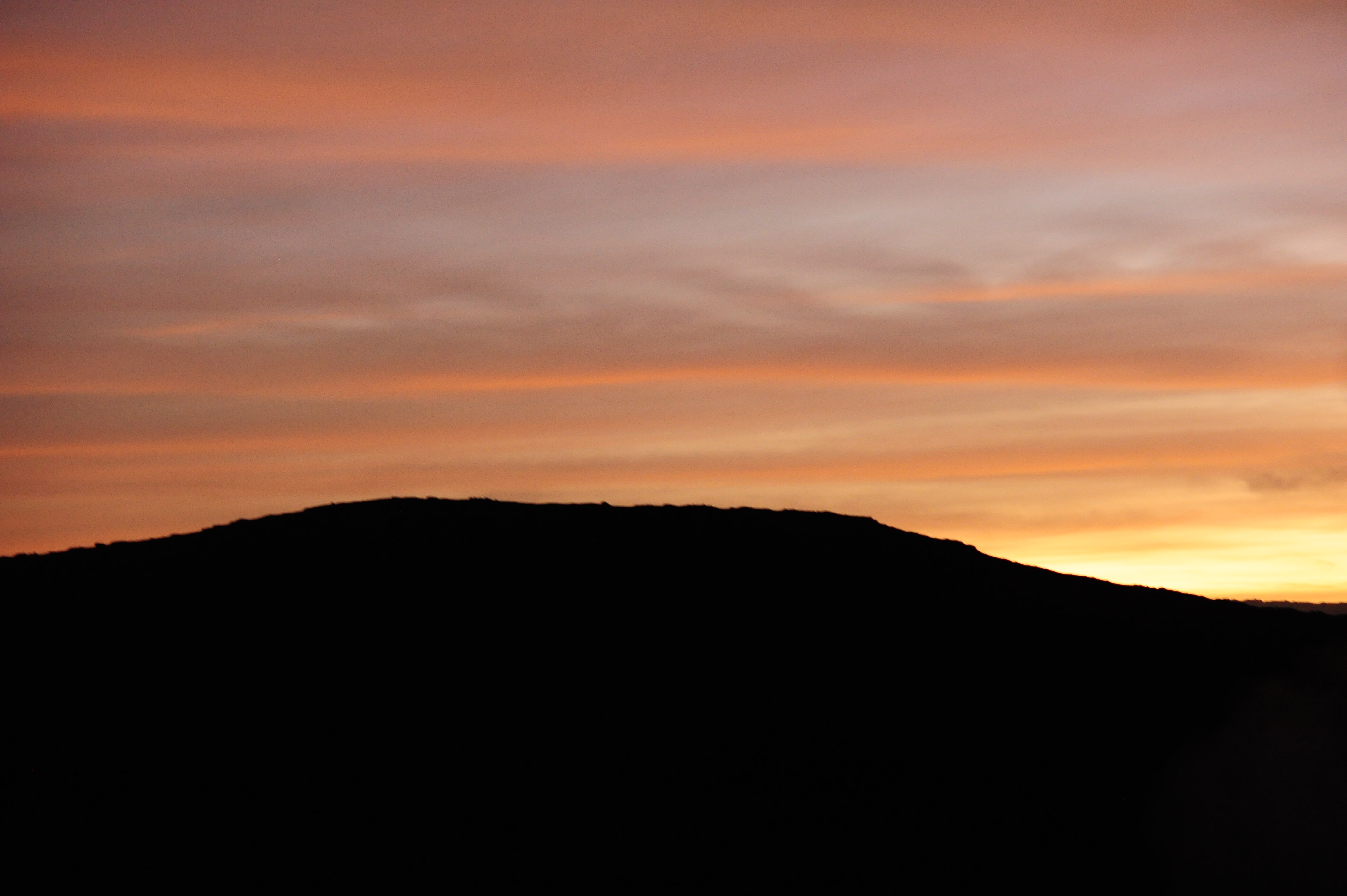
Imagem do Monte Yasur tirada durante o pôr-do-sol